# František Antonín Steinský
František Antonín Steinský (16. ledna 1752, Litoměřice – 8. března 1816, Praha) byl profesor heraldiky a numismatiky, malíř, kreslíř, učitel krasopisu a děkan filozofické fakulty Karlovy univerzity.

## Život
F. A. Steinský se narodil dne 16. ledna 1752 v Litoměřicích jako syn vojenského geometra a později písaře-diktátora působícího ve službách litoměřického biskupství Františka Ignáce Steinského a jeho manželky Anny Františky. V rodných Litoměřicích studoval v letech 1764–1769 zdejší jezuitské gymnázium, po jehož absolvování zahájil v roce 1769 studium filozofie na pražské univerzitě. Roku 1775 byl povolán na Normální školu v Praze, kde působil celkem 35 let, od jejího zřízení v roce 1775 až do svého nedobrovolného penzionování v roce 1810. Od počátku na pražské normální škole vyučoval kaligrafii, dějepis, přírodopis a ojediněle též latinu, a to při úvazku 9–11 hodin týdně. Na malostranské normální škole připravil také první českou příručku krasopisu s mědirytinami od Jana Jiřího Balzera (1778). Příručka vykazovala značné odchylky od krasopisného stylu německé učebnice Johanna Schalteho, která byla schválena jako vzorová pro habsburskou monarchii, proto byla roku 1780 Steinského příručka zakázána. Její výtisky se nedochovaly.
Dne 24. října 1784 byl dvorským dekretem F. A. Steinský jmenován prvním profesorem nově zřízené stolice diplomatiky, heraldiky, numismatiky a starožitností, přičemž tímto aktem byla zahájena tradice výuky pomocných věd historických na pražské univerzitě. Přednášet začal 27. listopadu 1784, a to paralelně jak pro filozofy, tak právníky. Pro studenty prvního ročníku přednášel základy diplomatiky a heraldiky, pro druhý ročník pak blok starožitností (sem patřila chronologie, mytologie, klasické umění, antická a středověká geografie a základy numismatiky). Místo profesora diplomatiky, heraldiky, numismatiky a starožitností na pražské univerzitě zastával až do své smrti v roce 1816, kdy se jeho nástupcem stal Jan Helbling z Hirzenfeldu (1789–1865).
Vedl bohatou korespondenci s významnými vědeckými osobnostmi své doby. Byl mezi nimi i Benjamin Franklin, s nímž se setkal jako čerstvý absolvent pražské filozofické fakulty v Paříži, když tam hledal vzor pro zamýšlené zřízení dívčího školství v Čechách. Od té doby oba vědci udržovali mezi sebou dost intenzivní písemný styk. K dalším patřili Karel Jindřich Seibt nebo Karel Rafael Ungar a mnoho jiných.

## Majitel panství

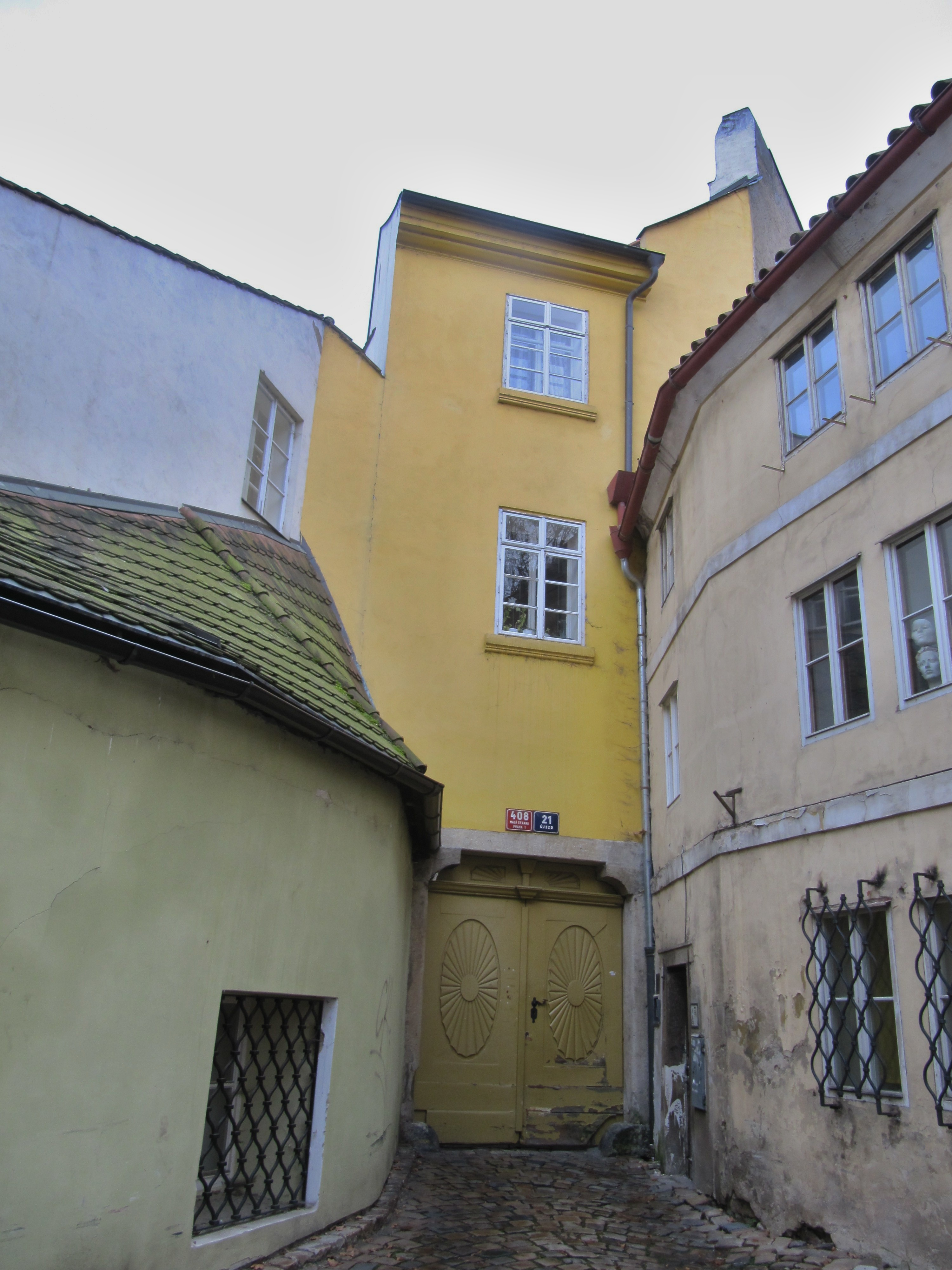
Dům U Zlatého šneku v Praze na Újezdě

Dne 17. října 1804 zakoupil příčovský zámeček s panstvím Příčovy za cenu 86 000 zlatých. Toto zadlužené panství ovšem záhy prodal (9. srpna 1805) za 80 000 zlatých Františku Josefu Maxmiliánovi z Lobkovic, majiteli nedalekého panství Vysoký Chlumec. Kladný vztah k majetku ho provázel celý život a díky úsilí a obratnosti se mu  mimo panství Příčovy podařilo získat i další nemovitosti. 
Dále byl majitelem čtyř domů na Malé Straně v Praze: 
- v ulici Vlašské
- v dnešní Nerudově
- na Tržišti měl dům čp. 302/III U bílého jelena, který do roku 1796 patřil Lichtenštejnům; tam umístil svou mineralogickou sbírku, přístupnou veřejnosti.[8]
- Na Újezdě 21 koupil dům U zlatého šneku čp. 408/III [9], a přikoupil k němu i vinici poblíž Újezdské brány.
- Deskový statek Mlázovy a Lukoviště měl na Klatovsku .[10]